# Svalový stah

Svalový stah čili kontrakce je proces, při němž ve svalovině vzniká napětí a sval se svou činností zkracuje. Na molekulární úrovni dochází k aktivaci bílkovin myosinů, které za spotřeby ATP vykonávají mechanickou práci. Ke svalovému stahu dochází na základě určitého nervového podnětu. V srdeční svalovině přichází podnět ke stahu převodním srdečním systémem obvykle z SA uzlu. Kosterní svalovina reaguje na signál z motorických nervů a hladké svaly se stahují obvykle na základě nervové či hormonální stimulace, případně díky pouhé změně v chemismu okolního prostředí.
Ke svalovému stahu je nutná nejprve excitace, v případě kosterního svalu pomocí somatické nervové soustavy. Tzv. neurotransmiter, konkrétně acetylcholin, přenese nervový podnět přes nervosvalovou ploténku do svalového vlákna. Ve svalovém vlákně dochází ke vzniku akčního potenciálu. Z sarkoplazmatického retikula svalových buněk se uvolňují ionty vápníku (Ca2+). Ty se vážou na bílkoviny troponin a tropomyozin. Navázání iontů vápníku na troponinové hlavice ve svém důsledku způsobí zanoření tropomyozinových vláken mezi aktinová. Dojde k odhalení vazebných míst pro myosin na již zmíněném proteinu aktinu. Myosin se za spotřeby ATP posouvá po vlákně aktinu, což je vlastní mechanismus stahu.